# تپه شمه
تپه شمه مربوط به دوره تاریخی - سده‌های میانه اسلامی است و در شهرستان درگز، ۳ کیلومتری جنوب‌غربی روستای داغدار واقع شده و این اثر در تاریخ ۲۵ مرداد ۱۳۸۴ با شمارهٔ ثبت ۱۳۸۶۹ به‌عنوان یکی از آثار ملی ایران به ثبت رسیده‌است.